# Quinto Fábio Pictor (pretor em 189 a.C.)
Quinto Fábio Pictor foi um pretor em 189 a.C., foi indicado para governador da Sardenha e Córsega, mas não pode assumir o cargo pois era flâmine quirinal (flamen Quirinalis). Tentou renunciar, mas foi impedido pelo Senado. Morreu em 166 a.C..

## Família
De acordo com William Smith, ele era provavelmente filho do historiador Quinto Fábio Pictor, filho de Caio Fábio Pictor, cônsul em 269 a.C.. O cognome Pictor (pintor) vem de seu bisavô, Caio Fábio Pictor, que, apesar de pertencer a uma família que teve vários cônsules, sumo pontífices e vários triunfos, se distinguiu por pintar um muro de um templo.

## Carreira
Em 189 a.C., no ano do consulado de Marco Fúlvio Nobilior e Cneu Mânlio Vulsão, Pictor, que já era flâmine quirinal, foi eleito pretor. Os cônsules decidiram sortear quem governaria cada província, e a Sardenha e Córsega foi sorteada para Pictor. Públio Licínio, o pontífice máximo (pontifex maximus), impediu Pictor de ir para seu novo comando, pois ele tinha que cumprir funções sagradas em Roma. Após um longo debate, os argumentos religiosos prevaleceram, e o flâmine Quirinal foi obrigado a se submeter ao pontífice máximo. Pictor, o pretor, tentou renunciar, mas foi impedido pelo Senado.
Ele morreu em 166 a.C., no ano do consulado de Marco Cláudio Marcelo e Caio Sulpício Galo, enquanto ainda era flâmine quirinal.

## Herdeiro
De acordo com William Smith, ele provavelmente foi o pai de Sérvio Fábio Pictor, reconhecido como jurista.